# Европа (телевизия)
Вижте пояснителната страница за други значения на Европа.
Телевизия Европа е бивша кабелна новинарска телевизия в България.. Каналът е собственост на „Дипи“ ЕООД.

## История
Първата емисия новини на телевизията е излъчена на 14 април 2001 г. от студиото в град Пловдив. Телевизията има студиа в София и Пловдив. През 2006 г. на специална пресконференция е обявено и създаването на студио на телевизията от Брюксел, но тази амбициозна идея така и не е осъществена.
През април 2021 г. собственикът на телевизия „Европа“ Добрин Иванов обявява на пресконференция в София, че Евронюз е подписала партньорско споразумение с телевизията за промяна на името ѝ на „Euronews България“.
На 5 май 2022 г. каналът официално променя името си на „Евронюз България“.

## Партньори
Телевизия Европа има дългосрочни и многостранни договори за обмен на информация и предавания с „Ройтерс“ и с „Дойче веле“.
От 2011 г. телевизията е член на Асоциацията на търговските телевизии в Европа (ACT), която е най-голямата европейска медийна организация.

## Награди
- Награда за оригиналност от фестивала „Медиен свят 2002“ – за поредицата „На фокус“, показваща новините и събитията в контекста на човешките съдби[3]
- Награда за „Най-бързо развиваща се медия“ от фестивала „Медиен свят 2002“
- Награда на Маргарита Ралчева за най-чаровна телевизионна водеща – „Мис ТВ Чар 2002“
- Награда на медийните репортери за 2002 година за предаването „Когато гръм удари“ на ТВ Европа
- Награда от фестивала „Златната ракла“ – за филма на Маргарита Ралчева Хотел „Палестина“, площад „Рай“ за войната в Ирак – 2004 година[3]
- Награда на фестивала „Осмата муза“ за филма на Маргарита Ралчева „Завръщането на Мохамед“ – 2004 година
- Награда за отразяване на проблемите на малцинствата и хората в неравностойно положение от фестивала в Русе през 2004 година[3]
- Диплом за цялостен принос за повишаване информираността относно европейските перспективи пред българската икономика и за активно партньорство с Българската стопанска камара.
- Почетна грамота от Международния филмов фестивал „Балфест 2006“ за филма на Маргарита Ралчева „Завръщането на Мохамед“
- Грамота на Маргарита Ралчева за коректно отношение към българския език – 2006 година
- Награда на Софийския университет „Св. Климент Охридски“ – Факултет по славянски филологии – Първа голяма колективна награда за чист и правилен език в новинарските емисии на „Тв Европа“, 2008 година
- Награда на Българската търговско-промишлена палата за отлично отразяване на дейността на палатата в бизнес емисиите на „ТВ Европа“, 2008 година
- Награда на Държавната комисия по сигурността на информацията за професионално и обективно отразяване на дейността на комисията, 2008 година

## Радио
На 23 април 2018 г. телевизията закупува радио 105.6 Новините сега и го преименува на Радио Европа – Новините сега.

## Предавания
- Новини на всеки час
- Свободна зона с водещ Георги Коритаров
- Бизнес Дейли (Работен дневник)
- Документите с водещ Антон Тодоров
- Дискурси с водещ Ивайло Цветков
- Добро утро, Европа!
- Европа сутрин
- Европейски хроники
- Ексклузивно
- Реакция
- 9 без 5
- Под лупа
- Темите
- Тема на деня
- Тема на седмицата
- Тази вечер
- В обектива
- 10 000 минути
- Неделя 17:10 (Неделя пет и десет)
- Надежда за живот
- На фокус
- Седмицата на фокус
- Репортажите на седмицата
- Християнството
- ЕКОН
- Европространство
- Делови дневник
- Делови с ЕКОН
- Мигове от вчера и днес
- Студио България
- Студио 90
- Социалната промяна
- Играй с Европа
- Играта на Европа
- Каталог
- Кариера
- Казано е...
- Когато гръм удари
- Търсете идола ?
- ТВ академия
- Бъдете здрави
- Архитектоника
- Алфа матер
- Агромаркет
- Агрофорум
- Авторевю
- Аутошоу
- Говорим за здраве
- ЕЗО ТВ
- Перспективи